# Abû Ishâq Ibrâhîm
Vous pouvez aider à l'améliorer ou bien discuter des problèmes sur sa page de discussion.
- Certaines informations devraient être mieux reliées aux sources mentionnées dans la bibliographie ou les liens externes. Améliorez sa vérifiabilité en les associant par des références. (Marqué depuis février 2025)
- Son texte doit être wikifié : il ne correspond pas à la mise en forme Wikipédia (style, typographie, liens internes, liens entre les wikis, etc.). (Marqué depuis février 2025)
- Les conventions bibliographiques ne sont pas respectées. La bibliographie et les liens externes sont à corriger. (Marqué depuis février 2025)
- Il n’est pas rédigé dans un style encyclopédique. (Marqué depuis février 2025)
- La traduction doit être revue. Le contenu est difficilement compréhensible à cause d’erreurs de traduction, peut-être dues à l’utilisation d’un logiciel de traduction automatique. (Marqué depuis février 2025)

Ibrahim I ou Abu Ishaq Ibrahim I ibn Yahya était le quatrième dirigeant de l' État hafside en Ifriqiya en 1279-1283 , et le troisième calife hafside .

## Biographie
Abu Ishaq Ibrahim I était le fils d' Abu Zakariya Yahya I et le frère de Muhammad al-Mustansir .
En 1253, Ibrahim se révolte contre l'autorité du calife Muhammad Ier al-Mustansir et est contraint de fuir le pays, se réfugiant à la cour de l'émir de Grenade, et à partir de 1277 il est à la cour de l'émir des Abdalwadides à Tlemcen. En avril 1279, une rébellion éclate à Béjaïa contre le neveu d'Ibrahim, le sultan Yahya II al-Wathiq . Ibrahim prit la tête de la noblesse rebelle de Béjaïa et obtint en quelques mois l'abdication de son neveu Yahya II du trône. Il entre à Tunis comme souverain en août de la même année. Yahya II fut exécuté avec son vizir Ibn al-Habbabar et d'autres partisans du régime renversé.
Ibrahim a transmis le gouvernement de Béjaïa à son fils Abu Faris ibn Ibrahim. Les Vêpres siciliennes ont eu lieu le 30 mars 1282 . Le gouverneur de Constantine, Ibn al-Wazir, qui avait un traité secret d'assistance mutuelle avec Pierre d'Aragon , se révolta et se proclama souverain indépendant. Abu Faris avança depuis Bejaia et vainquit les rebelles avant que Pierre d'Aragon n'ait eu le temps de débarquer ses troupes. Lorsque les Catalans débarquèrent à Collo, l'armée d'al-Wazir avait déjà été vaincue et la flotte catalane mit le cap sur Trapani .
Abou Ishaq épousa la fille du prince héritier de Tlemcen. Vers 1282 , ou peu avant, un imposteur, Ahmad ibn Abu Umar , apparaît dans le sud de l'Ifriqiya et, avec le soutien des tribus arabes, est proclamé calife en 1282 . Il vainquit l'armée d'Ibrahim, et celui-ci fut contraint de fuir à Béjaïa avec son fils (début 1283 ). La même année, Abu Faris força son père à abdiquer le trône en sa faveur. Le 1er juin 1283, lors d'une bataille décisive, Abu Faris fut vaincu et tué, et Ibrahim fut exécuté sur ordre d'Abu Umara.

## Sources
- Rouighi, Ramzi La formation d’un émirat méditerranéen : l’Ifriqiya et son Andalousie, 1200-1400. Presses de l'Université de Pennsylvanie, 2011, p. 40.  (ISBN 0-8122-0462-X) .

- (ru) Cet article est partiellement ou en totalité issu de l’article de Wikipédia en russe intitulé « Абу Исхак Ибрахим I » (voir la liste des auteurs).